# Nargund
Nargund è una città dell'India di 32.548 abitanti, situata nel distretto di Gadag, nello stato federato del Karnataka. In base al numero di abitanti la città rientra nella classe III (da 20.000 a 49.999 persone).

## Geografia fisica
La città è situata a 15° 43' 0 N e 75° 22' 60 E e ha un'altitudine di 604 m s.l.m..

## Società

### Evoluzione demografica
Al censimento del 2001 la popolazione di Nargund assommava a 32.548 persone, delle quali 16.582 maschi e 15.966 femmine. I bambini di età inferiore o uguale ai sei anni assommavano a 4.466, dei quali 2.317 maschi e 2.149 femmine. Infine, coloro che erano in grado di saper almeno leggere e scrivere erano 18.294, dei quali 11.097 maschi e 7.197 femmine.